# Cantó de Saint-Sauveur-en-Puisaye
El cantó de Saint-Sauveur-en-Puisaye és un cantó francès del departament del Yonne, situat al districte d'Auxerre. Té 10 municipis i el cap és Saint-Sauveur-en-Puisaye.

## Municipis
- Fontenoy
- Lainsecq
- Moutiers-en-Puisaye
- Sainpuits
- Sainte-Colombe-sur-Loing
- Saints
- Saint-Sauveur-en-Puisaye
- Sougères-en-Puisaye
- Thury
- Treigny

## Història
| Data d'elecció                           | Identitat       | Partit                        | Qualitat |
| ---------------------------------------- | --------------- | ----------------------------- | -------- |
| 1945-1958                                | M. Petit        | Divers droite                 |          |
| 1958-1982                                | Gérard Vée      | SFIO, després PS, després UDF |          |
| 1982-2008                                | Gérard Morisset | UDF                           |          |
| 2008-                                    | Jean Massé      | Divers gauche                 |          |
| les dades anteriors no són pas conegudes |                 |                               |          |
|                                          |                 |                               |          |